# Treszantesz
A treszantesz (jelentése: „reszkető”) olyan spártai volt, akit kizártak a teljes jogú polgárok (homoiosz) közül, mivel a harctéren gyáván (κακοί / kakoí) viselkedett.

## Helyzetük
A treszanteszeket kizárták a közös étkezésekből, asztaltársaságból (szüsszition), a gümnaszionból és a labdajáték-csapatból. Az utolsó helyre kerültek a rituális táncokban. Az utcán ki kellett térniük mások elől, fagyos hangulat vette körül őket és el kellett viselniük, hogy honfitársaik megütik őket. Koszos, szakadt ruhában kellett járniuk és szakálluknak csak egy részét vághatták le. A fiatalabbak előtt is fel kellett állniuk és senki sem szólt hozzájuk. Senki sem adhatott nekik tüzet. Lányai nem mehettek férjhez és neki kellett eltartania őket. Ha nem volt házas, nem is házasodhatott meg és fizetnie kellett a nőtlenek büntetését. Plutarkhosz szerint kizárták őket a hivatalviselésből. Thuküdidész szerint nem végezhettek jogi tranzakciót. Csak ez a két utolsó volt jogi következmény, a többi kulturális kitaszítottságot jelentett.
A treszanteszekkel való bánásmód nagyon emlékeztetett a helóták helyzetére. A Sztrabón által idézett szürakuszai Antiokhosz szerint a helóták régi treszanteszek voltak. Ennek persze ellentmond, hogy a helóták házasodhattak, ugyanakkor a treszanteszek látogathatták a nyilvános helyeket, ahonnan a helóták teljesen ki voltak zárva. Emellett a treszanteszek háborúba mehettek. Azontúl pedig a Szphaktérián jelenlévőket végül rehabilitálták.